# Лабульбениомицеты
Лабульбениомице́ты (лат. Laboulbeniomycetes) — класс сумчатых грибов. Большинство представителей класса (свыше 2000) относятся к порядку лабульбениевых (Laboulbeniales) и являются наружными паразитами насекомых и других наземных и водных членистоногих. Это микроскопические грибы, их плодовые тела в длину обычно меньше 1 мм. Они живут на усиках, ротовых органах или других частях тела хозяина; некоторые представители развивают более или менее обширную корнеобразную систему в теле хозяина. Около 20 известных видов порядка Pyxidiophorales — сапротрофы или микопаразиты, вступающие с членистоногими (клещами) в тесные отношения только на стадии расселения, при этом на поверхности тела хозяина развивается специализированная анаморфная стадия жизненного цикла.

## Строение и биология

### Laboulbeniales

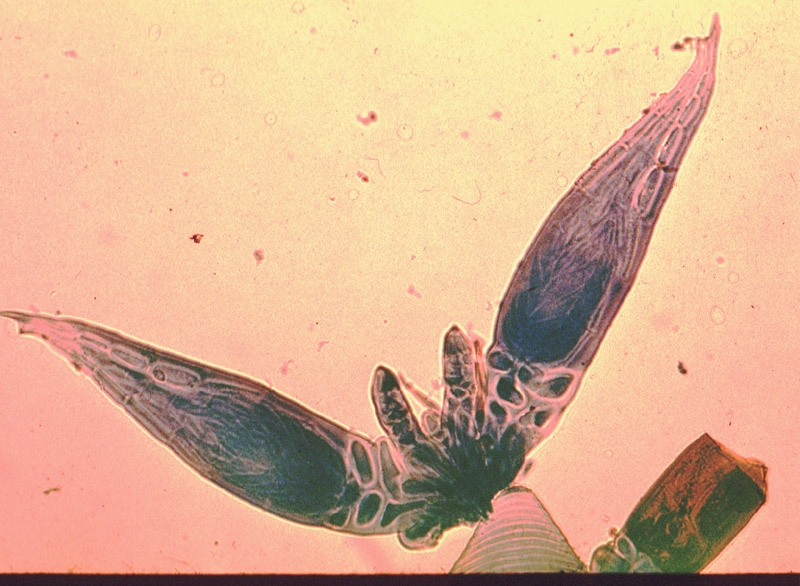
Микрофотография вегетативных тел Herpomyces. Видны два бутылковидных перитеция длиной около 0,3 мм

Вегетативное тело лабульбениевых (рецептакул) образовано настоящей тканью, которая представляет собой результат деления клеток в поперечном и продольном направлениях. Таким образом, в отличие от остальных недрожжевых аскомицетов, лабульбениевые не формируют гиф. Клеточные стенки толстые, часто тёмные. Функцию питания в нём выполняет маленькая коническая клетка, которая внедряется в хитиновый покров насекомого, однако не достигает внутренних частей. Лишь в некоторых случаях органы питания проникают под хитиновый покров и образуют там длинные нитевидные ветвящиеся ризоиды, заходящие в мягкие ткани насекомого. Впрочем, как правило, вреда насекомому грибы не наносят. Единственный способ размножения — половой.
Насекомое заражается веретеновидными аскоспорами, состоящими из двух клеток: длинной базальной и короткой апикальной. При попадании на насекомое аскоспора прорастает, от базальной клетки отделяется короткая коническая клетка-ножка, которая внедряется в хитиновый покров. Из апикальной же клетки развивается так называемый аппендикс, представленный нитью из нескольких клеток. Половина из них (конические клетки с оттянутыми в сторону концами) становится антеридиями. Оболочка на их концах разрушается, и из них выпадают мельчайшие круглые спермации, отделяющиеся от протопласта антеридия. Одновременно от базальной клетки отделяется короткая боковая ветвь, которая развивается в зачаток плодового тела (перитеция). Его осевая часть представлена архикарпом с трихогиной. Лежащие ниже клетки, делясь, формируют оболочку перитеция, охватывающую архикарп до основания трихогины. Сначала оболочка однослойная, затем становится многослойной. После оплодотворения архикарпа спермациями происходит ряд делений и отмираний клеток, в результате которого формируется четыре аскогенные клетки. Каждая из них последовательно даёт вверх несколько булавовидных выростов. Из них развиваются сумки с четырьмя двуклеточными аскоспорами. Сумки не закреплены в перитеции и свободно плавают в его полости. Перитеции мелкие, содержат только сумки и лишены парафиз и перифиз.
Возможно развитие сумок без оплодотворения (то есть апогамное развитие), причём зачастую это происходит и при наличии антеридиев и спермациев.
Описанная выше наиболее распространённая схема соответствует обоеполому организму, хотя имеются и раздельнополые представители, например, виды рода Dioicomyces. У этих грибов имеет место половой диморфизм, проявляющийся на уровне аскоспор: две мелкие споры мужские, две крупные — женские. Мелкая и крупная споры объединяются в пары слизистой обвёрткой, вместе выпадают и прорастают в сидящие рядом талломы.

### Pyxidiophorales
Представители порядка Pyxidiophorales отнесены к лабульбениомицетам на основе молекулярного филогенетического анализа. Вместе с тем они значительно отличаются от других лабульбениомицетов. Представители Pyxidiophorales населяют разнообразные местообитания: навоз, ходы, прогрызенные жуками-короедами, а также растительные остатки. У них есть мицелии и анаморфные стадии, распространяемые членистоногими. Двуклеточные аскоспоры прорастают ростовыми трубками или дрожжеподобными клетками, из которых потом развивается вторичный мицелий. К необычным чертам Pyxidiophora можно отнести перитеций со стенкой из одного слоя клеток, развивающийся из мицелия, и сумки с тремя аскоспорами. Аскоспоры этих грибов распространяются клещами. Перитеции Pyxidiophorales отличаются от перитециев остальных лабульбениомицетов, развивающихся из аскоспор и имеющих перитеции из двух слоёв клеток. 

## Разнообразие и распространение
По состоянию на 2015 год известно около 2100 видов лабульбениомицетов в 140 родах, но ещё большее количество видов предстоит описать. Лабульбениевые распространены повсеместно, но наибольшего разнообразия достигают в тропиках и субтропиках, причём в засушливых областях было описано лишь несколько видов. Их хозяевами являются в основном жесткокрылые семейств жужелицы и стафилины, но они также могут заражать водных клопов, термитов, тараканов и других насекомых, а также клещей и многоножек (например, Troglomyces twitteri). Большинство видов проявляют умеренную или сильную специфичность в отношении насекомых-хозяев, которая определяется следующими факторами: свойствами хитинового покрова насекомого и его средой обитания, а также доступностью питательных веществ в этой среде обитания. Кроме того, часто демонстрируется специфичность в отношении строго определённых точек тела насекомого. Наконец, некоторые представители проявляют специфичность относительно пола заражаемых насекомых и заражают только особей одного пола. Triainomyces hollowayanus проявляет все три вида специфичности: к видовой и половой принадлежности хозяина и определённым точкам его тела. Насекомые заражаются аскоспорами, которые передаются от заражённой особи здоровой при спаривании или ином контакте. Экономического значения лабульбениомицеты не имеют.

## Ископаемые остатки
Древнейшие остатки лабульбениомицетов обнаруживаются в янтаре возрастом около 23 миллионов лет. Ископаемый вид назвали Stigmatomyces succini. Он был обнаружен прикреплённым к груди стебельчатоглазой мухи Prosphyracephala succini.

## Классификация
Первоначально лабульбениевые принимались за ненормальные выросты кутикулы членистоногих. В разное время их относили к скребням, красным водорослям, базидиомицетам, зигомицетам и аскомицетам. С другими аскомицетами лабульбениомицеты разделяют характер митоза, строение пор в септах, дифференцировку аскоспор и наличие цистерн аппарата Гольджи. В то же время лабульбениевые отличаются от аскомицетов отсутствием мицелия и своеобразным механизмом образования сумок. О необходимости выделения класса Laboulbeniomycetes внутри аскомицетов говорят и молекулярные данные. Они подтверждают родство лабульбениомицетов и сордариомицетов.
По данным сайта Myconet, класс лабульбениомицеты содержит следующие порядки и семейства:
- Laboulbeniales
  - Ceratomycetaceae[англ.]
  - Euceratomycetaceae[англ.]
  - Herpomycetaceae[англ.]
  - Laboulbeniaceae[англ.]
- Pyxidiophorales[англ.]
  - Pyxidiophoraceae[англ.]